# أولغا جراف
أولغا جراف (بالروسية: Граф, Ольга Борисовна)‏ هي متزلجة روسية، ولدت في 15 يوليو 1983 في أومسك في روسيا.

## وصلات خارجية
- أولغا جراف على موقع SpeedSkatingBase.eu (الإنجليزية)
- أولغا جراف على موقع SpeedSkatingNews.info (الإنجليزية)
- أولغا جراف على موقع SpeedSkatingStats.com (الإنجليزية)
- أولغا جراف على موقع اللجنة الأولمبية الدولية (الإنجليزية)
- أولغا جراف على موقع أوليمبيديا (الإنجليزية)